# 雨宮正佳
雨宮 正佳（あまみや まさよし、昭和30年（1955年）9月30日 - ）は、日本の中央銀行家。2018年から2023年まで日本銀行副総裁を務めた。

## 経歴
東京都出身。東京都立青山高等学校、東京大学経済学部卒業。昭和54年（1979年）に日本銀行に入行。
平成10年（1998年）企画室企画第二課長、金融市場局金融市場課長、平成11年（1999年）企画第一課長、平成13年（2001年）企画室参事役、平成16年（2004年）政策委員会室審議役、平成18年（2006年）企画局長。平成22年（2010年）日本銀行理事に就任。途中、昭和62年(1987年)から2年間ニューヨーク事務所に勤務。2003年にコロンビア大学研究員。
平成24年（2012年）日本銀行大阪支店長に転じたが、翌年の新体制発足にあわせて本店理事（企画局、金融市場局、金融研究所担当）に復帰。平成26年、理事に再任される。
平成30年（2018年）2月16日、政府は、衆参の議院運営委員会理事会に、雨宮を次期日本銀行副総裁の候補者とする人事案を正式に提示した。3月5日、衆議院で所信聴取、3月6日、参議院で所信聴取が行われ、3月16日、衆議院と参議院で採決が行われ、賛成多数で同意。3月20日、日本銀行副総裁に就任。
令和5年（2023年）4月に日本銀行総裁を退任する黒田東彦の後任として雨宮も有力候補の一人とされ、2月6日には政府より就任の打診があったとも報じられたものの雨宮はこれを固辞し、結局は2月10日に元日本銀行審議委員の植田和男が起用される方針と報じられた。3月19日、任期満了に伴い副総裁を退任した。

## 人物
「明治の鉄道王」の異名を取った甲州財閥の巨頭・雨宮敬次郎の玄孫に当たり（雨宮敬次郎#親族も参照）、祖父の時代に上京し「あまみや」と名乗るようになったが、もともとの姓は「あめみや」である。
音楽大学の出身である妻とは幼馴染。自身クラシック音楽が趣味で音楽家を志していたが、音大進学は家族の反対で果たせなかった。また高校時代は落語研究会に所属していた。

## 略歴
- 1979年4月：日本銀行入行。
- 1998年4月：企画室企画第二課長。
- 1998年7月：金融市場局金融市場課長。
- 1999年5月：企画室企画第一課長。
- 2001年4月：企画室参事役。
- 2002年6月：考査局参事役。
- 2004年7月：政策委員会室審議役。
- 2006年4月：企画局長。
- 2010年6月：日本銀行理事。
- 2012年5月：日本銀行理事 兼 大阪支店長嘱託。
- 2013年3月：日本銀行理事（企画局、金融市場局、金融研究所担当）。
- 2018年3月：日本銀行副総裁。
- 2023年3月：退任。
- 2023年6月：東京大学金融教育研究センター招聘教授[2]。
- 2023年8月：株式会社インターネットイニシアティブ顧問[13]。